# Scott Wilson
Scott Wilson (Atlanta (Georgia), 29 maart 1942 – 6 oktober 2018) was een Amerikaans acteur.

## Biografie
Wilson begon zijn acteercarrière in 1967, toen hij een rol kreeg aangeboden in de film In the Heat of the Night van Norman Jewison. Daarna had hij rollen in onder andere The Grissom Gang (1971), The Great Gatsby (1974) met Robert Redford, The Right Stuff (1983), Pearl Harbor (2001) en Monster (2003).
In 1980 speelde hij in The Ninth Configuration, waarin hij de rol van Kapitein Billy Cutshaw vertolkte. Hiervoor kreeg hij een Golden Globe-nominatie in de categorie "Beste filmacteur in een bijrol".
Wilson speelde een grotere rol in de televisieserie The Walking Dead waarin hij het personage van Hershel Greene vertolkte van het tweede tot en met het vierde seizoen.
Scott Wilson overleed op 6 oktober 2018 aan de gevolgen van leukemie.

## Filmografie
- 1967 - In the Heat of the Night - Harvey Oberts
- 1967 - In Cold Blood - Dick Hickock
- 1971 - The Grissom Gang - Slim Grissom
- 1974 - The Great Gatsby - George Wilson
- 1980 - The Ninth Configuration - Kapitein Billy Cutshaw
- 1983 - The Right Stuff - Scott Crossfield
- 1985 - The Aviator - Jerry Stiller
- 1986 - Blue City - Perry Kerch
- 1990 - The Exorcist III - Dr. Temple
- 1991 - Femme Fatale - Dr. Beaumont
- 1993 - Flesh and Bone - Elliott
- 1995 - Tall Tale - Zeb
- 1995 - Dead Man Walking - Chaplain Farlely
- 1996 - Shiloh - Judd Travers
- 1999 - Shailo 2: De nieuwe avonturen van Shailo - Judd Travers
- 2001 - Pearl Harbor - Generaal George C. Marshall
- 2002 - Bark! - Harold
- 2003 - The Last Samurai - Ambassadeur Swanbeck
- 2003 - Monster - Horton / Last "John"
- 2004/2007 - CSI: Crime Scene Investigation - Sam Braun
- 2006 - Saving Shiloh - Judd Travers
- 2007 - The Heartbreak Kid - Boo
- 2007 - Big Stan - Gasque
- 2011-2014; 2018 - The Walking Dead - Hershel Greene